# Адольф Гуль
А́дольф Гуль (норв. Adolf Hoel; 15 травня 1879 — 1964, Осло) — норвезький геолог, мандрівник і дослідник півночі; ректор Університету Осло в 1943—1945 роках.
1907 року здійснив дослідницьку експедицію на Свалбард (нині Шпіцберген), досліджував острів. Був членом команди льодоколу рос. «Красин», який брав участь у спасінні експедиції Умберто Нобіле.